# Radegast
Radegast — чешская пивная торговая марка, принадлежащая одному из лидеров мирового рынка пива международной корпорации Asahi. Пиво производится на одноимённой пивоварне, построенной в 1970 году в с. Ношовице на востоке Чешской Республики.
Торговая марка и пивоварня названы в честь западнославянского бога Радегаста, чьё изображение размещено на логотипе торговой марки и который косвенно упоминается в её лозунге «Život je hořký: Bohudík» (с чеш. — «Жизнь горька, слава богу»).
В Советский Союз пиво экспортировалось под маркой «Радгост».

## История
Торговая марка «Radegast» ведёт свою историю с 1970 года, когда была сварена первая партия пива на пивоварне в Ношовице. В 1988 году объёмы производства пива «Radegast» достигли 10 миллионов декалитров.
В 1990 году предприятие было приватизировано, а в середине 1990-х годов оно стало центральным элементом национальной пивоваренной группы, куда, в частности, вошла пивоварня в Вельке-Поповице, производитель популярного пива «Velkopopovický Kozel». В 1998 году пивоварня впервые достигла отметки в 20 миллионов произведённого пива в год.
В марте 1999 года возглавляемая «Radegast» пивоваренная группа объединилась с пивоваренной компанией Plzeňský Prazdroj (производителем пива «Pilsner Urquell»), а в октябре того же года эта объединённая компания была приобретена южноафриканской пивоваренной корпорацией South African Breweries, которая позже стала основателем международного пивоваренного гиганта SABMiller.
В 2017 году группа Plzeňský Prazdroj была приобретена компанией Asahi.

## Ассортимент пива
Линейка ТМ «Radegast» представлена следующими сортами пива низового брожения (лагер):
- Ryze Hořká 12 — светлое пиво с содержанием алкоголя 5,1 %, расчётной горечью 36 IBU;
- Rázná Desítka 10 — светлое пиво с содержанием алкоголя 4,1 %, расчётной горечью 30 IBU;
- Nefiltrovaná 12 — светлое нефильтрованное пиво с содержанием алкоголя 5,1 %, расчётной горечью 36 IBU;
- Temně Hořká 12 — тёмное пиво с содержанием алкоголя 5,2 %, расчётной горечью 42 IBU;
- Extra Hořká 15 — светлое пиво с содержанием алкоголя 6,5 %, расчётной горечью 42 IBU

Продукция разливается в бутылки ёмкостью 0,5 л, а также банки ёмкостью 0,3 и 0,5 л.